# Cores (álbum)
Cores é o quinto álbum da dupla sertaneja Marcos & Belutti, lançado em 2012 pela Som Livre. A dupla também lançou o álbum de forma digital como um "Jukebox", a ideia é facilitar o acesso dos inúmeros fãs internautas ao trabalho. Recebeu indicação ao Grammy Latino.

## Lista de faixas
| N.º | Título                                | Duração |  |
| 1.  | "3, 2, 1"                             | 3:05    |  |
| 2.  | "I Love You"                          | 2:40    |  |
| 3.  | "Cores"                               | 2:39    |  |
| 4.  | "Amor de Madrugada"                   | 2:20    |  |
| 5.  | "Saudade (Amor de Deus)"              | 2:41    |  |
| 6.  | "Dois de Mim"                         | 2:49    |  |
| 7.  | "Primeiro Inverno"                    | 3:01    |  |
| 8.  | "Chega Chora" (Part. Thaeme & Thiago) | 2:56    |  |
| 9.  | "Escondidinho"                        | 2:59    |  |
| 10. | "Cartas Marcadas"                     | 3:03    |  |
| 11. | "Amanhã"                              | 2:51    |  |
| 12. | "Não Te Amo Menos"                    | 4:03    |  |
| 13. | "Coração Vai Te Esperar"              | 2:54    |  |
| 14. | "Oi"                                  | 3:19    |  |